# Ken Iwao
Ken Iwao (jap. 岩尾 憲, Iwao, Ken; * 18. April 1988 in Tatebayashi, Präfektur Gunma) ist ein japanischer Fußballspieler.

## Karriere
Ken Iwao erlernte das Fußballspielen in der Universitätsmannschaft der Nippon Sport Science University. Seinen ersten Vertrag unterschrieb er 2011 bei Shonan Bellmare. Der Verein aus Hiratsuka, einer Großstadt im Süden der japanischen Präfektur Kanagawa, spielte in der zweithöchsten Liga des Landes, der J2 League. Ende 2012 wurde er mit dem Verein Vizemeister der J2 und stieg in die erste Liga auf. 2015 wurde er an den Zweitligisten Mito Hollyhock nach Mito ausgeliehen. Nach Ende der Ausleihe kehrte er nicht zu Shonan zurück, sondern unterschrieb einen Vertrag beim Zweitligisten Tokushima Vortis in Tokushima. Mit Vortis feierte er 2020 die Zweitligameisterschaft und den Aufstieg in die erste Liga. Nach nur einer Saison musste er mit Vortis als Tabellensiebzehnter wieder in die zweite Liga absteigen. Im Februar 2022 wechselte er auf Leihbasis zum Erstligisten Urawa Red Diamonds. 2022 gewann er mit den Urawa Red Diamonds den japanischen Supercup. Das Spiel gegen den Meister von 2021, Kawasaki Frontale, gewann man am 12. Februar durch zwei Tore von Ataru Esaka mit 2:0. Für die Urawa Reds bestritt er 29 Ligaspiele. Nach der Ausleihe wurde er von den Urawa Reds am 1. Februar 2023 fest unter Vertrag genommen. Hier stand er bis Anfang Juli 2024 unter Vertrag und absolvierte 45 Ligaspiele. Am 8. Juli 2024 nahm ihn sein ehemaliger Verein Tokushima Vortis unter Vertrag.

## Erfolge
Shonan Bellmare
- Japanischer Zweitligavizemeister: 2012  ▲

Tokushima Vortis
- Japanischer Zweitligameister: 2020  ▲

Urawa Red Diamonds
- Japanischer Supercup-Sieger: 2022
- Japanischer Ligapokalfinalist: 2023